# 史蒂夫 (Minecraft)
史蒂夫是來自《Minecraft》系列遊戲的虛構人物，在2009年5月17日公開發布的基於Java的初始《Minecraft》版本中引入，是当时兩個默認玩家角色皮膚之一，另一个是愛麗克絲。繼《Minecraft》取得重大和商業成功後，史蒂夫也成為廣受歡迎的角色。一些評論家將其視為《Minecraft》知識產權的吉祥物，他的形象已廣泛出現在廣告和商品中，包括服裝和收藏品。

## 設計
史蒂夫被呈現為具有塊狀外觀的人類角色，這與我的世界的審美和藝術風格一致。他的名字起源於開發者馬庫斯·佩爾松的一個玩笑，並在Minecraft：基岩版中被確認為他的正式名字。史蒂夫的山羊鬍子臉由一張8×8像素的圖像組成。他穿著一件淺藍色的上衣，一條藍色的褲子和一雙休閒鞋。
史蒂夫是可供Minecraft新玩家使用的9種默認角色皮膚之一。皮膚是在遊戲世界中玩家角色的外觀，可以由玩家自定义。允許玩家使用多種選項來更改其玩家角色皮膚的視覺外觀。在Minecraft中出現的殭屍都穿著與史蒂夫相同的衣服，但官方對此沒有給出解釋。
有觀點認為聲稱史蒂夫的設計是基於《俠盜獵車手：罪惡之城》的主角湯米·維塞蒂，因為兩個角色之間的身體相似。2020年，設計者馬庫斯·佩爾松在社交媒體上公開回應，否認兩個角色之間有任何切實聯繫。

## 影響
史蒂夫已經取得了一定程度的文化影響和認可，超出了角色作為《Minecraft》新玩家的基線或默認皮膚的最初目的。作為宣傳和廣告材料中特許經營權的代言人，一些評論員認為史蒂夫是《Minecraft》中最接近主角或主角的角色。儘管與大多數其他視頻遊戲角色不同，他的存在並沒有通過官方背景故事或遊戲內對話來斷言。2016年，格力賽將史蒂夫列為21世紀第四大最具標誌性的視頻遊戲角色。在GamesRadar發布的2021年對50個標誌性視頻遊戲角色進行排名的列表中，雷切爾·韋伯認為史蒂夫是Minecraft的“持久象徵”，他的角色模型是視頻遊戲文化中最容易識別的剪影之一。
史蒂夫曾出現在Minecraft以外的視頻遊戲媒體中。他在PC版Super Meat Boy中作為“Mr. Minecraft”作為獨家可玩角色出現。史蒂夫的頭像在《無主之地2》中作為可解鎖的裝飾品出現。史蒂夫的頭也可以解鎖給那些成功達到 20 級的混血聖騎士。史蒂夫在《任天堂明星大亂鬥 特別版》中作為可玩角色出現；他的替代服裝將他變成了愛麗克絲以及來自Minecraft的殭屍和終界使者敵人。
《任天堂明星大乱斗 特别版》的《Minecraft》主題DLC的宣布和介紹主要由史蒂夫角色代表，得到了評論家和玩家的非常熱烈的回應。一些評論員認為，大部分令人興奮的原因是該角色史無前例地融入了一款流行的格鬥遊戲，而在曝光之後Twitter產生了大量帖子。Polygon的Patricia Hernandez和US Gamer的Nadia Fox進一步指出，在角色的比賽結束獲勝屏幕上出現的尷尬動畫讓一些觀眾感到震驚，這產生了圍繞角色即將在《大亂鬥》中首次亮相的進一步宣傳。

## 評價
IGN的Mitchell Saltzman在對《大亂鬥 特別版》史蒂夫DLC的評論中將史蒂夫描述為遊戲中有史以來在遊戲機制方面引入的最複雜的戰士之一，並強調了Minecraft開發人員結合資源收集和物品製作機制的創造性方法。
在2017年出版的《100個最偉大的電子遊戲角色》中關於史蒂夫的條目中，克里斯貝利解釋說，對史蒂夫知之甚少有助於闡明電子遊戲化身如何被認為與玩家身份相關，因為該角色體現了自由精神和沙盒遊戲固有的自定義。他進一步闡述說，史蒂夫體現了相關化身的“中心地位”，為玩家在電子遊戲中和周圍提供了自己的創意機構：雖然其他遊戲允許一定程度的化身定制，但史蒂夫比大多數遊戲更能體現這種可能性，過程類似於一種腳手架像素藝術，除了改變預先定義的髮型或膚色之外，還可以重新設計身體的整個表面。通過為共享用戶生成的改編皮膚而設立的在線社區和論壇的激增，這一過程尤為明顯。